# Австрийско-колумбийские отношения
Австрийско-колумбийские отношения — двусторонние дипломатические отношения между Австрией и Колумбией. Дипломатические отношения были установлены в 1920 году, однако почетные консульства Австрии уже существовали в Боготе и Барранкилье ещё примерно с 1870 года. Австрия держала посольство в Боготе до августа 2012 года, с тех пор делами занимается посольство Швейцарии. Однако, остаются пять почетных консульств: в Барранкилье, Кали, Картахене, Медельине и Сан-Андресе. Колумбия имеет посольство в Вене.
В течение февраля — сентября 1980 года австрийский посол Эдгар Зельцер удерживался в заложниках во время осады посольства Доминиканской республики в Боготе.

## Двусторонние соглашения
В силе находится один договор этих двух стран, заключен более 40 лет назад, а также один протокол о взаимопонимании:
- Договор между Республикой Австрия и Республикой Колумбия о отмене платы за визы, подписанный 22 октября 1974 года в Боготе.
- Протокол о взаимопонимании относительно консультаций на высоком уровне между Министерством иностранных дел Республики Австрия и Министерством иностранных дел республики Колумбия, подписанный 6 марта 1999 в Вене.

## Экономические связи
Австрийская федеральная экономическая палата имеет торговый офис в Боготе, что подчиняется Австрийской торговой комиссии в Каракасе, Венесуэла. В 2003 году двусторонняя торговля между Австрией и Колумбией достигала в сумме 24,44 млн долларов США.

## Культурные связи
Известный ботаник и врач Николаус Йозеф фон Жакен (1727—1817) проводил исследовательские путешествия между 1755 и 1759 годами, которые привели его к атлантическим берегам Колумбии. Карл Бруннер (1887—1960) считается отцом-основателем современного градостроительного облика Боготы, где он работал в 1930-е годы. Герардо Райхель-Долматофф (1912—1994) был одним из основателей культурной антропологии и этнологии в Колумбии. Архитектор Фриц Блодек (1905—2001) сконструировал более 150 зданий жилого и промышленного назначения, особенно в Медельине. Продавец книг и журналист Ганс Унгар (1916—2004) создал Центральную библиотеку, фокусом которой является интеллектуальная и культурная жизнь Боготы.